# Lover (album Taylor Swift)
Lover è il settimo album in studio della cantautrice statunitense Taylor Swift, pubblicato il 23 agosto 2019 dalla Republic Records.

## Antefatti
Swift ha pubblicato il singolo apripista dell'album, Me!, in collaborazione con Brendon Urie dei Panic! at the Disco il 26 aprile 2019, insieme al suo video musicale. La cantante aveva avvertito i suoi fan di guardare attentamente il video per trovare indizi sul titolo dell'album. Molti avevano così scoperto che in un preciso istante del video era possibile intravedere un cartello con la scritta Lover situato in cima ad una costruzione. Il 13 giugno, Swift ha confermato questa voce durante una livestream su Instagram. In quest'ultima ha anche rivelato il pre-ordine dell'album e che il secondo singolo estratto dall'album, You Need to Calm Down sarebbe uscito il 14 giugno, seguito dal suo video musicale tre giorni dopo. Swift ha scelto la data di commercializzazione dell'album, il 23 agosto, perché la somma dei numeri della data (otto, due e tre) dà come risultato il suo numero preferito, 13.

## Copertina e versioni
La foto di copertina dell'album è stata scattata dall'artista colombiana Valheria Rocha. Essa raffigura la cantante su uno sfondo particolarmente colorato, composto dai colori giallo chiaro, rosa e blu. Sulle labbra ha un rossetto di una tonalità magenta chiaro, attorno all'occhio destro ha disegnato un cuore di glitter rosa e le punte dei suoi capelli sono tinte di blu. Il programma PicsArt, in collaborazione con Swift, ha reso disponibile un filtro speciale nel quale poter inserire foto di se stessi nella copertina di Lover.
In concomitanza con la sua messa in commercio, sono stati resi disponibili nei negozi Target americani e sul sito ufficiale della cantante quattro versioni deluxe dell'album, tutte con del contenuto bonus diverso. Parte del contenuto include: vecchie pagine di diario di Swift, un libro con i testi delle canzoni, un CD della versione standard, un poster, una collezione di testi e foto, un giornale vuoto e due registrazioni.

## Composizione
Lover è stato registrato in meno di tre mesi, e al 24 febbraio 2019 era completo. Tra i vari studi di registrazione occupati sono compresi anche gli Electric Lady Studios di New York. Only the Young doveva far parte dell'album ma è stata in seguito pubblicata in promozione del documentario Miss Americana. Il 17 marzo 2023 è stata pubblicata All of the Girls You Loved Before, anch'essa inizialmente registrata per l'album.
Durante la live stream della cantante del 13 giugno 2019, Swift ha definito l'album «romantico», pur spiegando che «non è semplice tematicamente. L'idea di qualcosa romantico non deve essere per forza una canzone felice. Si può trovare il romanticismo nella solitudine, nella tristezza o mentre si attraversano periodi difficili della vita [...] guarda tutte quelle cose attraverso uno sguardo romantico». In un'intervista per Vogue, la cantante ha dichiarato che l'album è una «lettera d'amore, in tutta la sua esasperante, passionale, eccitante, incantevole, orribile, tragica, meravigliosa gloria». In una diretta del 22 agosto 2019, ha rivelato che il disco inizialmente si intitolava Daylight, prima di scrivere la traccia Lover che le ha fatto cambiare idea. In un'intervista con Zane Lowe per Beats 1 ha spiegato che nell'album ha scritto per la prima volta di amore «in modo reale», a differenza di canzoni come Love Story.

## Descrizione
Con 18 tracce, il disco è il più lungo dell'intera discografia di Swift, dopo The Tortured Poets Department. Lover prende le distanze dal sound più oscuro e influenzato dall'hip hop di Reputation, e ritorna al synth pop influenzato dagli anni ottanta di 1989. Lover rivisita anche la musica country dei precedenti album di Swift, e si espande ad un gruppo di generi tra cui pop rock, pop punk, ed R&B. Molte pubblicazioni hanno anche notato che Swift ha affrontato questioni politiche e sociali nell'album, dopo aver ricevuto critiche per il suo mantenimento di un'immagine pubblica apolitica.
La traccia d'apertura I Forgot That You Existed è un allegro addio agli eventi che hanno ispirato Reputation, e comprende un arrangiamento minimalista basato su un pianoforte e schiocchi di dita. Cruel Summer è una canzone synth-pop scritta con St. Vincent, e secondo la cantante riguarda una storia d'amore estiva. Lover, la traccia che dà il nome all'album nonché terzo singolo, è un lento valzer country che è stato paragonato a Fade into You dei Mazzy Star. In The Man, su una base synth-pop uptempo, la cantante immagina il modo in cui i media l'avrebbero trattata se fosse stata un uomo. Il singolo promozionale The Archer è una canzone dream pop in cui Swift esamina i suoi difetti. In I Think He Knows, una traccia influenzata dal funk, Swift osserva lo sbocciare di una relazione, facendo riferimento anche al Music Row di Nashville.
Il testo di Miss Americana & the Heartbreak Prince ricorda il precedente singolo di Swift You Belong with Me ed è stata confrontata ai lavori di Bruce Springsteen e Lana Del Rey. La frizzante Paper Rings contiene elementi pop punk e parla dell'impegnarsi in una relazione. Cornelia Street prende il nome da una strada del Greenwich Village in cui Swift affittò un appartamento; nella ballata, accompagnata dal pianoforte, la cantante esprime il timore che la sua relazione attuale non durerà a lungo. Death by a Thousand Cuts è stata ispirata dal film targato Netflix Someone Great, che a sua volta è stato ispirato dall'album di Swift 1989. London Boy presenta: un'introduzione parlata da parte di Idris Elba e James Corden, che recitano con Swift nel film Cats, riferimenti alla stilista Stella McCartney, con la quale Swift ha lanciato una linea di moda connessa all'album, e si presume che riguardi il partner di Swift, l'attore londinese Joe Alwyn. Alcuni critici l'hanno paragonata a Galway Girl di Ed Sheeran. Nella ballata country Soon You'll Get Better la cantante, insieme alle Dixie Chicks, affronta la battaglia di sua mamma, Andrea, contro il cancro.
False God è una sensuale canzone d'amore influenzata dall'R&B, in cui un sassofono si intreccia con versi che invocano l'immaginario religioso. Il secondo singolo You Need to Calm Down è un inno LGBT-friendly che prende in giro sia i troll che gli omofobi. Nella ballata Afterglow Swift si scusa con un vecchio partner per il fallimento di una relazione. Nel primo singolo Me!, in collaborazione con Brendon Urie, la cantante tratta temi di autoaffermazione ed individualismo. Inoltre, nella versione contenuta nell'album, non è presente la frase "hey kids, spelling is fun!", recitata prima del bridge, a causa delle critiche ricevute. La ballata It's Nice to Have a Friend parla della progressione di una storia d'amore dall'infanzia all'età adulta. La ballata di chiusura Daylight è un richiamo alla canzone di Swift Red dal suo omonimo album; alcune pubblicazioni lo hanno interpretato come segno della crescita personale di Swift e della sua comprensione più matura dell'amore.
Il 17 marzo 2023 Swift ha reso disponibile All of the Girls You Loved Before, originariamente pensato per il disco ma escluso per ragioni sconosciute. Il brano è stato successivamente incluso nell'EP digitale The More Lover Chapter.

## Promozione
Il primo singolo estratto dall'album è stato Me!, brano inciso in collaborazione con Brendon Urie dei Panic! at the Disco e pubblicato il 26 aprile 2019 insieme al relativo videoclip. La canzone ha ottenuto molti record, tra cui il più grande salto in una settimana nella Billboard Hot 100. Ha raggiunto la seconda posizione negli Stati Uniti d'America e in Canada, e la terza nel Regno Unito. Il successivo singolo è stato You Need to Calm Down, uscito il 14 giugno insieme a un lyric video; il videoclip ufficiale è invece uscito tre giorni più tardi e ha visto la presenza diverse celebrità, per la maggior parte provenienti dalla comunità LGBTQ+, tra cui Ellen DeGeneres e RuPaul.
Il 22 luglio 2019 la cantante ha pubblicato come primo e unico singolo promozionale The Archer, seguito il 16 agosto dal terzo singolo Lover, annunciato cinque giorni prima dalla cantante durante la premiazione per l'Icon Award ai Teen Choice Awards. Il relativo videoclip è stato invece presentato dall'artista attraverso suo canale YouTube il 22 dello stesso mese.
Poche settimane prima della pubblicazione di Lover, la cantante ha invitato un gruppo di fan per far ascoltar loro privatamente l'album in anteprima, durante una serie di eventi chiamati Secret Sessions. La prima sessione si è tenuta il 2 agosto 2019 a Londra, seguita il 4 a Nashville. L'ultima ha invece avuto luogo il 6 agosto 2019 a Los Angeles. Il 19 agosto è stato diffuso un trailer animato dell'album per Amazon.com, in cui è presente un riferimento al brano Cruel Summer attraverso l'easter egg di una farfalla bianca e nera. Il titolo del brano era già stato mostrato in un tatuaggio realizzato da Adam Lambert sul braccio di Ellen DeGeneres nel video di You Need to Calm Down.
Il 22 agosto 2019 l'artista si è esibita in un concerto a Central Park, New York, trasmesso su Good Morning America, cantando You Need to Calm Down e Me!, oltre a Shake It Off, tratto da 1989.
Il 9 settembre 2019 Taylor Swift si è esibita all'Olympia di Parigi con le canzoni dell'album in un evento denominato City of Lover.
Il 19 settembre 2019 è stato annunciato il tour di supporto all'album, denominato Lover Fest, che sarebbe dovuto iniziare a Werchter il 20 giugno 2020; tuttavia, a causa dell'emergenza sanitaria dovuta allo scoppio della pandemia di COVID-19, è stato rimandato in un primo momento al 2021 e poi cancellato definitivamente.

## Accoglienza
| Recensione           | Giudizio |
| -------------------- | -------- |
| AllMusic             |          |
| Boston Globe         |          |
| Consequence          | B        |
| Entertainment Weekly | B+       |
| Exclaim!             | 8/10     |
| Los Angeles Times    |          |
| NME                  |          |
| Pitchfork            | 7,1/10   |
| Rolling Stone        |          |
| The A.V. Club        | A–       |
| The Daily Telegraph  |          |
| The Guardian         |          |
| The Independent      |          |
| The New York Times   |          |
| Variety              |          |

Rob Sheffield del Rolling Stone ha definito l'album «schiacciante» e un «punto alto» nella carriera della cantante. Sempre per la stessa pubblicazione, Nick Catucci ha scritto che Lover è «più evolutivo piuttosto che rivoluzionario», lodandone la libertà artistica di Swift. Jon Caramanica del New York Times ha descritto l'album come «forte e rassicurante», «una ricalibrazione e una riaffermazione dei vecchi punti di forza» rispetto al precedente album Reputation. Jason Lipshutz di Billboard ha parlato dell'album come «stravagante, commovente, imperfetto, esilarante», notando che «merita sia un'attenta analisi che essere cantato a squarciagola allo stadio».
Nick Levine del NME ha considerato Lover «più imperfetto» rispetto al quinto album 1989, ma ha affermato anche che non fallisce grazie alle melodie «frequentemente abbaglianti» di Swift e i commoventi testi. Ha concluso spiegando che l'album è un «gradito promemoria delle sue abilità come cantautrice e delle sue capacità di creare musica pop invitante». Alexandra Pollard di The Independent ha assegnato all'album quattro stelle su cinque, pur criticandone l'eccessiva durata. Mikael Wood del Los Angeles Times ha elogiato la maturità e la saggezza emotiva di Lover, definendolo «molto impressionante».
In una recensione meno positiva, Alexis Petridis di The Guardian ha criticando anch'egli la lunghezza dell'album e lo ha definito un tentativo da parte della cantante di «riconquistare la propria influenza commerciale». Nonostante ciò, ha riconosciuto le abilità da cantautrice di Swift, ritenendole migliori «di qualsiasi suo competitore» ed elogiando inoltre le tracce False God ed It's Nice to Have a Friend. Scrivendo per The Observer, Kitty Empire ha sintetizzato l'album come «un insieme di umorismo, pastelli, farfalle e il desiderio di non essere giudicati dalle persone negative», ma ha anche definito Lover come un possibile passo indietro per la cantante, assegnandogli infine tre stelle su cinque.

## Riconoscimenti
I singoli hanno ricevuto diverse nomination in occasione degli MTV Video Music Awards 2019: You Need to Calm Down è stata candidata in sette categorie, come video dell'anno, canzone dell'anno, miglior video pop, miglior video con un messaggio sociale, miglior regia, migliore direzione artistica e miglior montaggio, vincendo due premi, mentre Me! è stata candidata in tre categorie, come miglior collaborazione, migliori effetti speciali e miglior fotografia, vincendo nella seconda categoria. L'album ha ricevuto tre candidature ai Grammy Awards 2020: in sé l'album è stato candidato come miglior album pop vocale, You Need to Calm Down è stata candidata nella categoria miglior interpretazione pop solista, mentre Lover ha ricevuto la candidatura come canzone dell'anno, rendendo la Swift la seconda donna nella storia del premio a ricevere quattro candidature in questa categoria.

## Tracce
1. I Forgot That You Existed – 2:51 (Taylor Swift, Louis Bell, Frank Dukes)
2. Cruel Summer – 2:58 (Taylor Swift, Jack Antonoff, Annie Clark)
3. Lover – 3:41 (Taylor Swift)
4. The Man – 3:10 (Taylor Swift, Joel Little)
5. The Archer – 3:31 (Taylor Swift, Jack Antonoff)
6. I Think He Knows – 2:53 (Taylor Swift, Tell)
7. Miss Americana & the Heartbreak Prince – 3:54 (Taylor Swift, Joel Little)
8. Paper Rings – 3:42 (Taylor Swift, Jack Antonoff)
9. Cornelia Street – 4:47 (Taylor Swift)
10. Death by a Thousand Cuts – 3:19 (Taylor Swift, Jack Antonoff)
11. London Boy – 3:10 (Taylor Swift, Jack Antonoff, Cautious Clay, Mark Anthony Spears)
12. Soon You'll Get Better (feat. Dixie Chicks) – 3:22 (Taylor Swift, Jack Antonoff)
13. False God – 3:20 (Taylor Swift, Jack Antonoff)
14. You Need to Calm Down – 2:51 (Taylor Swift, Joel Little)
15. Afterglow – 3:43 (Taylor Swift, Louis Bell, Frank Dukes)
16. Me! (feat. Brendon Urie of Panic! at the Disco) – 3:13 (Taylor Swift, Brendon Urie, Joel Little)
17. It's Nice to Have a Friend – 2:30 (Taylor Swift, Louis Bell, Frank Dukes)
18. Daylight – 4:53 (Taylor Swift)

Tracce bonus nell'edizione deluxe
1. I Forgot That You Existed (Piano/Vocal) – 3:30 (Taylor Swift)
2. Lover (Piano/Vocal) – 5:39 (Taylor Swift)

DVD bonus nell'edizione giapponese
1. Me! (Music Video) – 4:09
2. Me! (Lyric Video) – 3:15
3. Me! (Behind the Scenes: The Story of Benjamin Button) – 3:09
4. Me! (Behind the Scenes: Je suis calme) – 3:17
5. You Need to Calm Down (Music Video) – 3:31
6. You Need to Calm Down (Lyric Video) – 2:58
7. You Need to Calm Down (Behind the Scenes: Pop Queen Pageant) – 2:55
8. You Need to Calm Down (Behind the Scenes: Taylor Park) – 2:55
9. You Need to Calm Down (Behind the Scenes: Morning Routine) – 3:01

## Formazione
- Taylor Swift – voce, produzione, produzione esecutiva, direzione creativa del packaging, fotografia, percussioni (traccia 8)
- Serafin Aguilar – tromba (traccia 1)
- Jack Antonoff – produzione, programmazione, tastiera, registrazione (tracce 2, 3, 5, 6, 8–13, 18), autore (tracce 2, 5, 6, 8, 10–13), cori (traccia 8), pianoforte (tracce 3, 8, 9, 12, 18), basso, percussioni (tracce 3, 8, 11), batteria (tracce 2, 3, 8, 9), chitarra acustica (tracce 3, 6, 8, 12), chitarra elettrica (tracce 6, 8, 18), vocoder (traccia 2), chitarra e sintetizzatore (traccia 10), wurlitzer (tracce 12)
- Louis Bell – produzione, autore, chitarra, programmazione (tracce 1, 15, 17)
- Brandon Bost – cori (traccia 13)
- Riawna Capri – parrucchiera
- Joseph Cassell – stilista
- Annie Clark – autore, chitarra (traccia 2)
- Frank Dukes – produzione, autore, chitarra, programmazione (tracce 1, 15, 17)
- Parker Foote – progettazione del packaging
- Șerban Ghenea – missaggio
- John Hanes – ingegnere del missaggio
- Joe Harrison – chitarra (tracce 1, 15, 17)
- Mikey Freedom Hart – tastiera (traccia 11); cori (traccia 13)
- Steve Hughes – trombone (traccia 1)
- Sean Hutchinson – batteria (traccia 11)
- Jin Kim – progettazione del packaging
- Cassidy Ladden – cori (traccia 13)
- Ken Lewis – cori (traccia 13)
- Joel Little – produzione, autore, registrazione, tastiera, programmazione (tracce 4, 7, 14, 16); sintetizzatori, chitarra (traccia 16)
- Martie Maguire – voce, violino (traccia 12)
- Randy Merrill – mastering
- Nick Mills – assistente (tracce 8, 11, 18)
- Abby Murdock – progettazione del packaging
- Josh and Bethany Newman – direzione artistica del packaging
- Ryon Nishimori – progettazione del packaging
- Michael Riddleberger – batteria (tracce 2, 13)
- Valheria Rocha – fotografa
- John Rooney – assistente (tracce 2–6, 9–13, 18)
- Jon Sher – assistente (tracce 2, 6, 8, 11)
- Laura Sisk – registrazione (tracce 2, 3, 5, 6, 8–13, 18); cori (traccia 8)
- Evan Smith – tastiera, sassofoni (tracce 11, 13)
- Sounwave – produzione, autore (traccia 11)
- Emily Strayer – voce, banjo (traccia 12)
- Grant Strumwasser – assistente (traccia 1)
- Andrea Swift – fotografa
- Scott Swift – fotografo
- Matthew Tavares – chitarra (tracce 15, 17)
- Lorrie Turk – truccatrice
- Brendon Urie – voce, autore (traccia 16)
- David Urquidi – sassofono (traccia 1)

## Successo commerciale
Prima della sua pubblicazione, Lover era diventato l'album più pre-salvato nel suo primo giorno di disponibilità alle prevendite su Apple Music per quanto riguarda gli artisti pop e quelli femminili, per un totale di oltre 178 600 pre-aggiunte in tutto il mondo sulla piattaforma. Il 20 agosto Variety ha riportato che le pre-vendite complessive sfioravano il milione. Tre giorni dopo, Target ha confermato che Lover era diventato il loro album più preordinato di sempre, battendo il record detenuto dalla stessa Swift con il suo precedente album, Reputation. Il 30 agosto, una settimana dopo la sua commercializzazione, Lover ha superato le 3 milioni di unità vendute globalmente.

### Stati Uniti e Canada
Negli Stati Uniti l'album ha venduto 450 000 copie nel giorno dalla sua uscita, conquistando, in soltanto ventiquattro ore, il record delle maggiori copie vendute nell'arco di una settimana nel 2019 in territorio statunitense. In cinque giorni ha venduto 625 000 copie. Ha infine debuttato al primo posto nella Billboard 200 con 867 000 unità vendute, di cui 679 000 copie pure, diventando il sesto album numero uno della cantante e il più grande debutto nella classifica dal suo stesso Reputation a fine 2017. Grazie a Lover, Taylor Swift è diventata l'artista femminile con più album al numero uno nel decennio, in un ex aequo con Lady Gaga, e la seconda, dopo Eminem, a totalizzare sei dischi che hanno venduto almeno mezzo milione di copie in una singola settimana. Con 226 milioni di riproduzioni in streaming accumulate, l'album ha anche segnato il secondo più grande debutto in streaming per un'artista femminile e dell'anno, in entrambi casi dietro Thank U, Next di Ariana Grande. Ha inoltre totalizzato il 27% delle vendite digitali statunitensi degli album in quella settimana e ha venduto più degli altri 199 album presenti in classifica combinati; la cantante aveva già conseguito questo risultato con Reputation nel 2017. Nella stessa settimana, nella Billboard Hot 100 tutte le tracce di Lover hanno debuttato, facendo ottenere alla cantante il record di più canzoni presenti simultaneamente in questa classifica. Il record era precedentemente detenuto da Billie Eilish, grazie ai brani del suo album di debutto. La traccia dell'album ad aver avuto un ingresso in classifica più alto è stata The Man al 23º posto. Inoltre, la traccia Soon You'll Get Better è entrata al 10º posto nella Hot Country Songs, segnando il primo ingresso di Taylor Swift nella classifica dal 2013. Nella seconda settimana, Lover è sceso alla seconda posizione con altre 178 000 unità vendute, segnando un calo del 79% rispetto ai primi sette giorni. Nella terza settimana il disco è rimasto alla medesima posizione vendendo altre 104 000 unità, registrando un calo di vendite del 42% ma diventando il secondo album dell'anno, dopo Thank U, Next di Ariana Grande, a vendere almeno 100 000 unità per tre settimane in territorio statunitense. Quattro settimane dopo la sua pubblicazione, Lover è stato certificato disco di platino dalla Recording Industry Association of America per aver superato il milione di copie vendute. Nella settimana terminata il 30 novembre il vinile di Target di Lover ha venduto 18 000 copie, segnando la maggiore settimana per un vinile di un'artista femminile dal 2015, quando 25 di Adele ne distribuì 31 000. A quasi quattro mesi dalla sua pubblicazione, è diventato il primo album del 2019 a raggiungere il milione di copie pure vendute in territorio statunitense.
In Canada l'album ha fatto il suo ingresso direttamente alla prima posizione della classifica degli album con 47 000 unità vendute, diventando il sesto album consecutivo della cantante a riuscirci e segnando il secondo miglior debutto dell'anno, dietro a DNA dei Backstreet Boys. Lover ha registrato il secondo più alto debutto digitale del 2019 e il quarto per quanto riguarda sia le vendite fisiche che lo streaming. È inoltre stato responsabile del 16% delle vendite digitali canadesi degli album in quella settimana. Nella pubblicazione seguente è scesa di un gradino al secondo posto, pur mantenendo il primato tra le riproduzioni in streaming.

### Europa
Nel Regno Unito Lover ha debuttato alla prima posizione con 53 015 unità vendute, di cui 35 124 vendite pure. È diventato il quarto album consecutivo di Taylor Swift ad esordire in cima alla Official Albums Chart e l'ha aiutata a diventare la prima artista femminile e la settima in assoluto ad ottenere quattro album in vetta alla classifica durante questo decennio. Nella seconda settimana l'album è sceso alla terza posizione con 16 957 unità di vendita, ottenendo un disco d'argento dalla British Phonographic Industry per aver superato il traguardo delle 60 000 copie.
In Irlanda la cantante ha ottenuto il suo quarto album consecutivo al numero uno grazie a Lover, che ha anche goduto della settimana migliore in termini di dischi fisici e copie digitali per un'artista femminile nel 2019, e che l'ha resa la terza artista ad avere più album in cima alla Irish Albums Chart negli anni dieci dopo gli One Direction e Nathan Carter. Ha trascorso due settimane consecutive in cima alla classifica.
In Francia Lover ha debuttato alla quinta posizione con 7 500 unità vendute, di cui 5 700 copie pure.

### Asia e Oceania
In Australia Lover è entrato direttamente in vetta della classifica degli album, diventando il suo quinto disco consecutivo a riuscirci e conquistando il debutto settimanale più alto dell'anno in termini di vendite. Grazie al disco, Taylor Swift è diventata inoltre la cantante ad aver avuto più album in cima alla classifica australiana negli anni dieci. Inoltre, il debutto di Lover è stato accompagnato dalle entrate delle sue tracce nella classifica dei singoli australiana nella medesima settimana: tutte le tracce sono riuscite a fare il proprio ingresso in quest'ultima, e la più alta è stata The Man alla 17ª posizione. La settimana successiva è sceso alla seconda posizione, ma ha ottenuto un disco d'oro dalla Australian Recording Industry Association per le oltre 35 000 unità vendute.
In Cina Lover è diventato il primo album internazionale a superare il milione di unità vendute nella sua prima settimana. In Giappone l'album ha debuttato alla terza posizione della classifica delle vendite fisiche e digitali Oricon con 22 001 copie vendute nei primi tre giorni.

## Classifiche

### Classifiche settimanali
| Classifica (2019-20) | Posizione massima |
| -------------------- | ----------------- |
| Argentina            | 1                 |
| Australia            | 1                 |
| Austria              | 2                 |
| Belgio (Fiandre)     | 1                 |
| Belgio (Vallonia)    | 4                 |
| Canada               | 1                 |
| Corea del Sud        | 36                |
| Croazia              | 2                 |
| Danimarca            | 3                 |
| Estonia              | 1                 |
| Finlandia            | 4                 |
| Francia              | 5                 |
| Germania             | 2                 |
| Giappone             | 3                 |
| Grecia               | 1                 |
| Irlanda              | 1                 |
| Islanda              | 13                |
| Italia               | 2                 |
| Lettonia             | 1                 |
| Lituania             | 1                 |
| Messico              | 1                 |
| Norvegia             | 1                 |
| Nuova Zelanda        | 1                 |
| Paesi Bassi          | 1                 |
| Polonia              | 5                 |
| Portogallo           | 1                 |
| Regno Unito          | 1                 |
| Repubblica Ceca      | 2                 |
| Slovacchia           | 3                 |
| Spagna               | 1                 |
| Stati Uniti          | 1                 |
| Sudafrica            | 2                 |
| Svezia               | 1                 |
| Svizzera             | 2                 |
| Ungheria             | 8                 |

### Classifiche di fine anno
| Classifica (2019) | Posizione |
| ----------------- | --------- |
| Australia         | 6         |
| Austria           | 63        |
| Belgio (Fiandre)  | 28        |
| Belgio (Vallonia) | 158       |
| Canada            | 14        |
| Danimarca         | 99        |
| Francia           | 179       |
| Germania          | 88        |
| Giappone          | 84        |
| Lettonia          | 61        |
| Messico           | 10        |
| Nuova Zelanda     | 15        |
| Paesi Bassi       | 52        |
| Portogallo        | 36        |
| Regno Unito       | 24        |
| Spagna            | 50        |
| Stati Uniti       | 4         |
| Svizzera          | 73        |
| Classifica (2020) | Posizione |
| Australia         | 15        |
| Belgio (Fiandre)  | 44        |
| Canada            | 13        |
| Croazia           | 14        |
| Danimarca         | 93        |
| Irlanda           | 29        |
| Nuova Zelanda     | 22        |
| Regno Unito       | 37        |
| Spagna            | 77        |
| Stati Uniti       | 15        |
| Classifica (2021) | Posizione |
| Australia         | 37        |
| Belgio (Fiandre)  | 107       |
| Canada            | 38        |
| Irlanda           | 44        |
| Regno Unito       | 83        |
| Spagna            | 87        |
| Stati Uniti       | 61        |
| Classifica (2022) | Posizione |
| Australia         | 26        |
| Belgio (Fiandre)  | 59        |
| Regno Unito       | 43        |
| Classifica (2023) | Posizione |
| Islanda           | 68        |
| Italia            | 88        |
| Norvegia          | 17        |
| Portogallo        | 24        |
| Ungheria          | 31        |
| Classifica (2024) | Posizione |
| Croazia           | 23        |
| Portogallo        | 17        |
| Stati Uniti       | 9         |
| Ungheria          | 45        |

### Classifiche di fine secolo
| Classifica (2000-2024) | Posizione |
| ---------------------- | --------- |
| Stati Uniti            | 14        |

## Date di pubblicazione
| Paese       | Data di pubblicazione | Formato                          | Edizione | Etichetta discografica             |
| ----------- | --------------------- | -------------------------------- | -------- | ---------------------------------- |
| Mondo       | 23 agosto 2019        | CD, download digitale, streaming | Standard | Republic, Taylor Swift Productions |
| Mondo       | 23 agosto 2019        | CD                               | Deluxe   | Republic, Taylor Swift Productions |
| Giappone    | 23 agosto 2019        | CD+DVD                           | Deluxe   | Universal Japan                    |
| Stati Uniti | 30 agosto 2019        | MC                               | Standard | Republic, Taylor Swift Productions |